# Komplex dinamikai rendszerek elmélete
A komplex dinamikai rendszerek elmélete (KDRE) a nyelvészetben a második nyelv elsajátításának tanulmányozására szolgáló megközelítés. A kifejezést Kees de Bot javasolta, hogy utaljon mind a komplexitás-elméletre, mind a dinamikus rendszerek elméletére.

## Terminológia
Korábban számos névvel utaltak a KDRE-re, mint például a káoszelmélet, a komplexitás-elmélet, a káosz/komplexitás-elmélet, a dinamikai rendszerek elmélete, a használat-alapú elmélet a második nyelv elsajátításának dinamikus megközelítésből történő tanulmányozásához. Kees de Bot azonban ajánlotta a Komplex dinamikus rendszerek elmélete kifejezést Ortega és Han szerkesztett könyvének egyik fejezetében, amely a „Komplexitás-elmélet és nyelvi fejlődés” címet viseli.
Diane Larsen-Freeman 1997-ben használta először a káosz és a komplexitás kifejezéseket "Chaos/Complexity Scientific and Second Language Acquisition" című cikkében. Marjolijn Verspoor javasolta a dinamikus használaton alapuló elmélet kifejezéseket.

## Eredet
A dinamikai rendszerek megközelítése a második nyelv elsajátításához az alkalmazott matematikából ered, amely a dinamikai rendszereket tanulmányozza. A dinamikus rendszerelmélet bevezetése a társadalomtudományi fejlődés tanulmányozásába Esther Thelennek tulajdonítható, aki ezt alkalmazta a motoros fejlődés tanulmányozására. Dinamikai rendszerelméleti szempontból magyarázta az A-not-B hibát.
Diane Larsen-Freeman "Káosz/komplexitás-tudomány és második nyelv elsajátítása" című, 1997-ben megjelent cikkében az első kutató, aki azt javasolta, hogy a dinamikus rendszerelmélet alkalmazása hasznos lehet a második nyelv elsajátításának tanulmányozására. Cikkében azt állította, hogy a nyelvet dinamikus rendszernek kell tekinteni, amely dinamikus, összetett, nemlineáris, kaotikus, kiszámíthatatlan, érzékeny a kezdeti feltételekre, nyitott, önszerveződő, visszacsatolás-érzékeny és alkalmazkodó.

## Főbb jellemzők
A második nyelv fejlődésének fő jellemzői dinamikai rendszerek szempontjából:
- Érzékeny függőség a kezdeti feltételektől
- Teljes összekapcsolódás
- Nem lineáris fejlődés
- Változás a belső átszervezés ( önszerveződés ) és a környezettel való interakció révén
- Függés a belső és külső erőforrásoktól
- Állandó változás, néha kaotikus változásokkal, amikor a rendszerek csak ideiglenesen kerülnek attraktorokba
- Iteráció
- A környezettel való kölcsönhatás és a belső átszervezés okozta változás
- Emergencia

A nyelvtanulásban is van függés a kezdeti feltételektől, amelyeket általában Pillangó -effektusként említenek. A nyelvtanulók egy idegennyelv elsajátításakor különböző háttérrel (eltérő motiváció, nyelvi alkalmasság, stb.) kezdik meg a tanulási folyamatot. Az eredmény kritikusan függ a nyelvtanulók kezdeti feltételeitől. Egy nyelv rendszerei teljesen összekapcsolódhatnak. A szintaktikai rendszer fejlődése befolyásolja a lexikai tudás fejlődését és fordítva. Az idegennyelv fejlődése nemlineáris, azaz a nyelvtanulók különböző ütemben sajátítanak el az új szavakat. Egy napon talán tíz új szót tanulhatnak, de másnap már csak egyet. A harmadik napon elfelejthetik a korábban megtanult szókincs egy részét. Az idegennyelvi fejlődés az önszerveződésen keresztül következik be, amely előre nem láthatóan megtörténhet. A nyelvtanulók belső és külső erőforrásoktól függenek. A belső erőforrások a nyelvtanulók motivációs tényezői, míg a nyelvtanár vagy a környezet a külső források példái. A növekedést iteratív folyamatként írják le a második nyelv fejlesztésében.
Az önszabályozásnak a nyelvi fejlődésben betöltött szerepéről szóló tanulmányban Wind és Harding (2020) megállapította, hogy a lexikai és szintaktikai nyelvi komplexikást mérő indexek alacsony mértékű variabilitása a tanuló motivációjának a hiánya okozta.